# Tamamura
Tamamura (japanska: 玉村町?, Tamamura-machi) är en landskommun (köping) i Gunma prefektur i Japan. 